# 皇家亚洲文会北中国支会

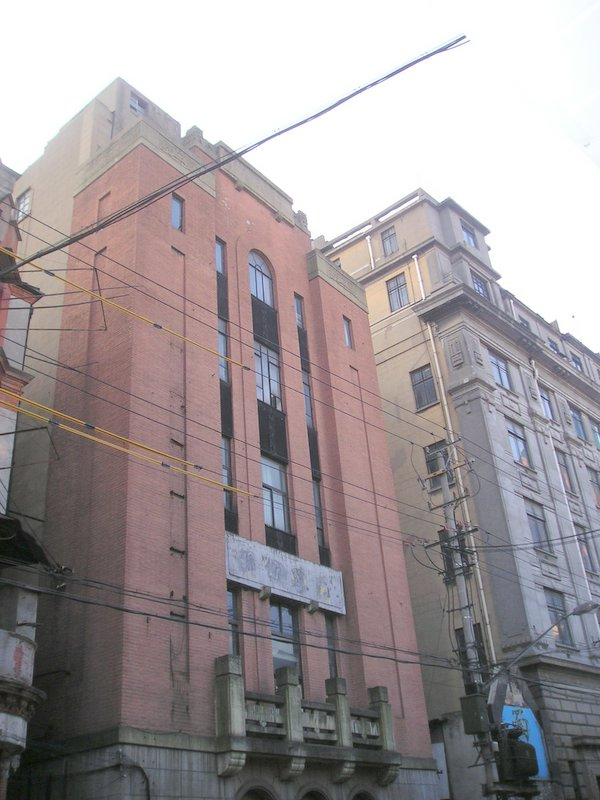
皇家亞洲學會北中国支會舊址，現稱上海亚洲文会大楼

皇家亞洲學會北中国支會（North China Branch of the Royal Asiatic Society），又称上海亚洲文会，是英国侨民在上海建立的一个重要文化机构，主要从事对中国的自然和社会的广泛调查与深入研究。共存在了95年（1857年—1952年）。

## 历史
皇家亞洲學會華北支會成立于1857年10月16日（晚于1847年在香港成立的亚洲文会中国支会），最初名为上海文理学会（Shanghai Literary and Scientific Society），1858年7月20日被批准加入皇家亞洲學會。它以搜集中国艺术、古币及天然物产的情报为目的，发行年报，并设立图书馆、博物院。第一任会长为美国传教士裨治文，任职时期为1857年－1859年。发起会员共有18人，包括伟烈亚力、裨治文、艾约瑟、雒魏林、汉璧礼、李一德（Reid）等。
1952年6月27日，亚洲文会北中国支会由于经费来源断绝，应会长黎照寰要求，由上海市人民政府接管。
北中国支会解散後，一些学者於香港重聚，重新設立皇家亚洲学会香港分会以繼續中國研究。

## 旧址
建会初期，会址均系租用，曾经在宁波路、外滩新规矩堂、南京路金沙银行等处立足。1871年花费3000两白银在上圆明园路建造了会舍。1874年2月13日，开设博物馆，有二间陈列室，陈列兽类、贝介类、蛇类、鱼类、鸟类、昆虫类的动物标本，免费开放。1886年，该会门前的上圆明园路改名博物院路，即今虎丘路。博物院聘请了各学科专家，如麦华陀、金思密（Kingsmill，Thomas William）、耆紫薇、伟烈亚力、福勃士（Forbes，Francis Blachwell）等人着手前往长江流域和华北各地采集标本，标本的剥制则聘用技巧精熟的专家王树稀。
1931年，亚洲文会北中国支会筹集到16万两白银，拆屋重建，到1932年建成五层的新会所大厦，1933年11月15日，陈列布置完毕，正式开放。其中底层为伍连德讲堂（演讲厅），二楼、三楼开设图书馆，有7万余册书刊，四楼、五楼为博物院陈列室，四楼陈列自然标本，五楼陈列中国历史文物，有陶瓷器、青铜器、碑刻等。参观者月均7000余人。
现在，其旧址是上海图书馆的一个书库。以上海亚洲文会大楼之名列为第三批上海市优秀历史建筑。